# 醇情歌
《醇情歌》是新加坡歌手阿杜第一张精選专辑，也收錄了四首新歌。于2004年9月17日发行。

## 曲目
1. 一首情歌 NEW 00:04:49
2. 爱字怎么写 NEW 00:04:32
3. 天涯海角 NEW 00:04:40
4. 认真 NEW 00:04:16
5. 爱就是你 NEW 电视剧《时尚男女》主题曲 00:04:47
6. 他一定很爱你 00:03:30
7. 你就像个小孩 00:04:30
8. 离别 00:03:48
9. 走向前 00:04:35
10. 撕夜 00:04:35
11. 坚持到底 00:04:05
12. 一个人住 00:04:17
13. 下雨的时候会想你 00:04:35
14. 天黑 弦乐版 00:04:19
15. ANDY 精选版
16. 天天看到你 精选版
17. 祝你快乐 精选版
18. 他一定很爱你 DEMO精选版